# 玉山南山三叉峰
玉山南山三叉峰又名玉山南峰三叉峰，常簡稱三叉峰。位於台灣高雄巿桃源區梅山里，玉山國家公園境內。玉山山脈由主峰開始沿著南稜線往南延伸，至三叉峰後分岔成兩條，一條往東南方向，就是玉山南峰+東小南山的稜脈，另一條往西南方向，就是小南山+南玉山的稜脈。三叉峰位在三叉點上，是名符其實的三叉峰。山頂座標：23.4486111, 120.9552778，海拔3807公尺。